# Elecciones estatales de Bremen de 1955
La elección estatal de Bremen en 1955 fue la cuarta elección al Bürgerschaft de la Ciudad Libre Hanseática de Bremen. Tuvo lugar el 9 de octubre de 1955.

## Resultados
La participación fue del 84,0 por ciento. El SPD, después de 1946, pudo alcanzar la mayoría absoluta de escaños por segunda vez. Sin embargo, comenzó a gobernar de todas formas en una coalición negro-amarillo-rojo con el FDP y la CDU en el Senado Kaisen V.
| Partido | Partido | Votos   | %    | Escaños |
| ------- | ------- | ------- | ---- | ------- |
|         | SPD     | 174.127 | 47,8 | 52 (+9) |
|         | CDU     | 65.749  | 18,0 | 18 (+9) |
|         | DP      | 60.557  | 16,6 | 18 (+2) |
|         | FDP     | 31.486  | 8,6  | 8 (-4)  |
|         | KPD     | 18.229  | 5,0  | 4 (-2)  |
|         | GB/BHE  | 10.570  | 2,9  | 0 (-2)  |
|         | BdD     | 3.988   | 1,1  | -       |